# 中村里帆
中村 里帆（なかむら りほ、1999年〈平成11年〉8月6日 - ）は、日本のファッションモデル、女優。高知県出身。フラーム所属。2024年3月までアミューズ所属。それ以前にはヴィジョンファクトリー（現ライジングプロダクション）に所属していた。

## 略歴
2013年、飯豊まりえに憧れ応募したローティーン向けファッション誌『ニコラ』の「第17回ニコラモデルオーディション」に、グランプリの5人に選ばれ専属モデル（ニコモ）となる。
2015年、5月号よりニコラ副部長に就任。同年よりlovetoxicのイメージモデルになる。
2016年、『ニコラ』2016年5月号をもって同誌専属モデルを卒業。
2017年3月21日、その2日後に発売の『Ray』2017年5月号より同誌最年少の専属モデルとなった。
2023年、連続テレビ小説『らんまん』でNHK朝ドラ初出演。
2024年3月にアミューズを退所した事を発表し、同年5月にフラーム所属となった。

## 人物
- 特技は、よさこい踊りと変顔。変顔は地元・高知に居た頃に始めたが、中学生の頃から芸能の仕事をしていたこともあって友達との距離を少し感じ、また近付きたいと思って始めたという[8]。
- かつては恥ずかしさから、芝居のレッスンに行くのも嫌だったほど芝居には興味が無かった。しかし初めて受けたNHK『連続テレビ小説』のオーディションで、最終選考近くまで残ったものの結局落選したことにより、その悔しさからもっと芝居をやりたいと思い直したという。レッスンで先生からプライドを捨てるように言われたことで、自分も大きく変わったと話している。Jedi Universal Group Limited『戦国布武 我が天下戦国編』のCMオーディションには、特技の変顔を活かせると思って挑戦したという[8][9]。
- 憧れの先輩は、松井愛莉である[1]。
- Creepy Nutsを推している[10]。

## 出演

### テレビドラマ
- MARS〜ただ、君を愛してる 第4話・第9話（2016年2月14日・3月20日、日本テレビ）[11]
- 私 結婚できないんじゃなくて、しないんです（2016年4月15日 - 6月17日、TBS） - 箕輪美千代（高校時代） 役
- 兄に愛されすぎて困ってます 第2話（2017年4月19日、日本テレビ）[11]
- 僕たちがやりました 第6話（2017年8月22日、関西テレビ）[11]
- ミューブ♪〜秘密の歌園〜（2018年4月17日 - 6月19日、メ〜テレ） - 森桃子 役[12]
- 覚悟はいいかそこの女子。（2018年6月25日 - 7月23日、MBS / 6月27日 - 7月25日、TBS） - 市川菜月 役
- 名古屋行き最終列車2019 第9話（2019年3月19日、メ〜テレ）
- 死にたい夜にかぎって 第3話（2020年3月9日、MBS / 3月11日、TBS） - 吉野さん 役
- おカネの切れ目が恋のはじまり（2020年9月15日 - 10月6日、TBS） - 鮎川美月 役[13]
- 危険なビーナス 第3話（2020年10月25日、TBS）- 金森恵麻 役
- 社内マリッジハニー（2020年11月13日 - 12月25日、MBS） - 坂口澄花 役[14]
- 監察医 朝顔 第5話 - 第7話（2020年11月30日 - 12月14日、フジテレビ） - 田村聖奈 役
- 姉ちゃんの恋人 最終話（2020年12月21日、関西テレビ・フジテレビ）
- シンデレラはオンライン中!（2021年1月12日 - 3月16日、フジテレビ） - 主演・有沢一花 役[15]
- 宇良田唯〜医者としての使命に燃えて〜（2021年1月17日、テレビ熊本） - 若き頃の宇良田唯 役[16]
- 福岡恋愛白書16 クリスマス狂想曲 （2021年3月27日、九州朝日放送） - 西山梨紗 役[17]
- 志村けんとドリフの大爆笑物語（2021年12月27日、フジテレビ） - 「変なおじさん」コントの相方 役
- 全っっっっっ然知らない街を歩いてみたものの Season2 第1話（2022年3月7日、フジテレビ）[18]
- 正体（2022年3月12日 - 4月2日、WOWOW） - 楠木花凛 役
- モトカレ←リトライ（2022年4月7日 - 5月26日、テレビ神奈川 他） - 野々花のりか 役[19]
- 高嶺のハナさん2（2022年10月2日（1日深夜） - 12月18日（17日深夜）、BSテレ東） - 淀屋橋うめ 役[20]
- 推しが武道館いってくれたら死ぬ （2022年10月9日 - 12月26日、ABCテレビ） - 五十嵐れお 役
- 正しい恋の始めかた（2023年1月2日、テレビ朝日） - 山内明日香 役[21]
- 異世界居酒屋「のぶ」Season3〜皇帝とオイリアの王女編〜（2023年1月13日 - 3月17日、WOWOW） - シャルロッテ 役[22]
- 星降る夜に（2023年1月17日 - 3月14日、テレビ朝日） - 伊達麻里奈 役[23]
- 連続テレビ小説 らんまん（2023年4月3日 - 、NHK） - たま 役[24]
- ドロップ（2023年6月2日 - 8月4日、WOWOW） - 史華 役[25]
- クールドジ男子 第11話（2023年6月24日、テレビ東京） - 一倉風美 役
- なれの果ての僕ら（2023年6月28日 - 9月13日、テレビ東京） - 山口茉莉花 役[26]
- たとえあなたを忘れても（2023年10月22日 - 、朝日放送テレビ・テレビ朝日） - 川井ユカ 役[27][28]
- アンメット ある脳外科医の日記（2024年4月15日 - 6月24日、関西テレビ・フジテレビ） - 新井小春 役[29]
- ギークス〜警察署の変人たち〜　第7話（2024年8月22日、フジテレビ） - 芹沢れいな 役
- 年下彼氏2 episode8「苦くて甘い一杯」（2024年11月10日、ABCテレビ） - ヒロイン・まどか 役[30]
- 御曹司に恋はムズすぎる（2025年1月7日 - 3月25日、関西テレビ・フジテレビ） - 三上リリー 役[31]
- 彼女がそれも愛と呼ぶなら（2025年4月3日 - 6月6日、読売テレビ・日本テレビ） - 佐倉史 役[32]

### その他のテレビ番組
- 痛快TV スカッとジャパン（フジテレビ）
  - 第89回 友情スカッと 「アイツの恋を応援したい」（2017年5月1日）
- ミニドキュメンタリー「夢への力〜ここからはじまる物語。〜」（2018年2月25日 - 3月18日、MBS）
- エンタメサーチバラエティ プレミアの巣窟〈Mナイト〉（2021年3月16日、フジテレビ）
- にっぽん百低山「工石山・高知」（2023年8月23日、NHK総合）

### インターネットテレビ
- 対決落語（2021年7月28日 - 8月15日、Twitter / YouTube） - 小林基子 役[33]
- 君に届け（2023年3月30日、Netflix） - 吉田千鶴 役[34]

### 映画
- 女々演（2018年3月24日公開、KATSU-do）
- 覚悟はいいかそこの女子。（2018年10月12日公開、東映） - 市川菜月 役
- いなくなれ、群青（2019年9月6日公開、KADOKAWA、エイベックス・ピクチャーズ） - 豊川 役
- のぼる小寺さん（2020年7月3日公開、ビターズ・エンド） - 烏丸梢 役
- 居る場所（2020年7月6日公開、SkyPictures） - ヒロイン・林李 役
- ”それ”がいる森（2022年9月30日公開、松竹） - 野本綾子 役
- 劇場版 推しが武道館いってくれたら死ぬ（2023年5月12日公開、ポニーキャニオン） - 五十嵐れお 役[35][36]

### 舞台
- dorama project #1「ラケット」（2018年4月25日 - 29日、よしもとクリエイティブ・エージェンシー）[37]
- 演劇集団Z-Lion 第11回公演「裏からGood Schoolへ」（2019年11月20日 - 24日、新宿 シアターサンモール） - 不二子 役
- 「結－MUSUBI－」（2022年2月4日 - 6日、渋谷区文化総合センター大和田 さくらホール） - 長女・幸恵 役[38]
- テアトロコント vol.70「あの頃、僕らは純文学だった」（2024年9月27日・28日、ユーロライブ）[39]
- フラガール -dance for smile-（2025年5月22日 - 6月2日、新国立劇場 中劇場） - 木村早苗 役[40][41]

### ミュージックビデオ
- WEAVER「Shake! Shake!」 - YouTube（2017年4月14日）
- WEAVER「Another World」 - YouTube（2017年9月13日）
- MACO 「Sweet Memory」 - YouTube（2017年11月5日）
- いきものがかり 「口笛にかわるまで」 - YouTube（2020年1月2日）

### CM
- イッツコム インテリジェントホーム 「お得なニュース」篇、「ペットの見守り」篇、「スマートロック」篇、「一人暮らし」篇、「旅行」篇、「帰宅」篇（2016年4月1日）
- ニチハ Fu-ge（2017年）[9]
- キッコーマン 調製豆乳 グットーニューモーニング（2018年3月16日 - ）[42]
- THE KISS 「『そばにいたい』を『カタチ』に」篇（2018年12月4日）
- 首都医校・大阪医専・名古屋医専「全力で、医療。」篇（2019年3月31日、学校法人日本教育財団）[42][43]
- 戦国布武〜我が天下戦国編〜（2019年8月3日 - 、Jedi Universal Group Limited）[42]
- こくみん共済 coop 「お店に行こう!キャンペーン」（2019年9月2日）
- 花王 マレーシア 「ビオレ」（2020年3月15日）

### イベント
- a-nation & GirlsAward island collection by nicola（2014年8月16日）
- Girls Summer Festival by GirlsAward（2016年7月29日）
- KANSAI COLLECTION 2017 S/S（2017年3月19日）
- SAPPORO COLLECTION 2017（2017年4月29日）[9]
- お台場みんなの夢大陸（2017年7月29日）
- KANSAI COLLECTION（2017年8月30日）
- 東京ガールズコレクション（2017年12月9日）

### WEB
- LINE公式ウェブマガジン「Steal me!」（2017年10月11日 - ）
  - 「peek a boo」 「ショートムービー：彼女の"部屋"をのぞき見したら…♡」（2019年6月27日）
- SHIPS MAG 「I LOVE 昭和 vol.6」（2019年秋）
- MIIA 2000年7月 WEB CATALOG（2020年7月15日）
- ゼクシィ 公式ウェブマガジン（2021年）

### スチール・広告
- ナルミヤ「LOVETOXIC」イメージモデル（2015年）
- 朝日新聞朝刊 高校野球特集面 ポカリスエット「夏の甲子園」応援企画（2016年8月8日、大塚製薬）[44]
- mini×中村里帆×FILA トリプルコラボスニーカー（2020年）

## 書籍

### 雑誌
- ニコラ（2013年10月号 - 2016年5月号、新潮社） - 専属モデル
- mini（2017年3月号 - 、宝島社） - レギュラーモデル
- Ray（2017年5月号 - 、主婦の友社） - 専属モデル